# Ямайская кухня
Ямайская кухня — кухня острова Ямайка. Включает смесь кулинарных техник, вкусов и специй, привнесённых в неё американскими индейцами, африканцами, ирландцами, англичанами, французами, португальцами, испанцами, индийцами, китайцами и жителями Ближнего Востока, населявшими остров. Кухня Ямайки обогатилась сельскохозяйственными культурами и продуктами, завезёнными на остров из тропической Юго-Восточной Азии. В распоряжении местной кухни также широкий выбор морепродуктов, тропических фруктов и мяса.
Некоторые ямайские блюда представляют собой вариации привезённых на остров из других стран. Их часто модифицируют, чтобы включить местные продукты и специи. Другие являются новыми или смешанными и разработаны на месте. Популярные ямайские блюда включают козий карри, жареные дамплинги, а также аки и солёную рыбу. Популярны ямайские пирожки или патти, различная выпечка, хлеб и напитки.
Ямайская кухня распространилась с эмигрантами, особенно в XX веке, с острова на другие страны, поскольку ямайцы искали экономические возможности в других странах.

## История

### Развитие кухни
Африканская кухня развивалась на острове в результате наплыва рабов из Африки. Это, например, каллалу, возникшее из ангольского блюда calulu. Плоды самого популярного ямайского блюда, аки, также были привезены на остров западноафриканскими народами. Испанцы, первыми прибывшие на остров из европейцев, способствовали появлению таких блюд, как уксусный эскович (escovitch) из рыбы (испанский эскабече), привнесённые испанскими евреями. Позже корнуолльские традиции повлияли на появление ямайского пирожка «патти» с начинкой из мяса со специями — популярного местного фаст-фуда.
Ещё большее влияние оказали китайская и восточно-индийская кухня через наёмных рабочих, которые заменили рабов после их освобождения. Благодаря им на острове появились лепёшки роти и карри с козьим мясом. Солёная треска была привезена португальскими евреями, бежавшими от инквизиции в 1500-х годах, и теперь используется в национальном блюде аки и солёная рыба, но также рыба была основным продуктом питания порабощённых африканцев в качестве доступного белка.

### Ямайская кухня и растафари
Ямайская кухня включает в себя влияние растафари. Растафарианцы придерживаются вегетарианского подхода к приготовлению пищи, кулинарии и еде, и они предоставили множество уникальных вегетарианских блюд ямайской кухне. При этом свинину растафари не едят, однако свинина — очень популярное блюдо на Ямайке.

## Популярные блюда
Ямайский завтрак включает в себя аки и солёную рыбу, рыбные оладьи стамп эн гоу, приправленный каллалу, варёные зелёные бананы и жареные лепёшки или дамплинги джонникейк.
Самым распространённым мясом является курятина. На гарнир обычно подают рис или фасоль.
Традиционным способом приготовления мяса на Ямайке является джеркинг. Мясо натирают в сухом виде или маринуют с использованием смеси острых специй, а затем медленно готовят на углях. Считается, что его придумали беглые рабы, которые вялили или коптили мясо в лесу, а чтобы не было видно дыма, они делали это в норе или накрывали очаг пальмовыми листьями. В наши дни на Ямайке для этого используют бочки.

## Десерты и сладости
Мороженое из манго и сметанного яблока — два популярных десерта . Ямайское мороженое бывает разных вкусов, включая грейпенут, ром, изюм и драконий стаут.
Другие популярные десерты включают бататовый пудинг, кукурузный пудинг, лепёшку из маниоки, кокосовое пирожное гиззада, десерт из кокосовой стружки grater cake, тото, банановые оладьи, «кокосовые капли», банановый тарт и гойябада.
Tie A Leaf или дукану — блюдо, приготовленное из крахмала (обычно кукурузной муки или маниоки) с кокосовым молоком, затем завёрнутое и завязанное в банановом листе перед приготовлением.
Ашам — это высушенная кукуруза, измельчённая и смешанная с коричневым сахаром.
Тамариндовые шарики — конфеты, сделанные из липкой мякоти фруктов, свёрнутых с коричневым сахаром в круглые кисло-сладкие шарики. Также готовят пряный вариант с добавлением острого перца.
Bustamante Backbone — конфета, названная в честь первого премьер-министра Александра Бустаманте.
Торт птички-доктора (англ. Doctor bird cake или Dr. Bird cake) — бананово-ананасовый торт родом с Ямайки, популярный также в США.

## Ямайская еда за границей
Ямайская кухня доступна по всей Северной Америке, Великобритании и других местах со значительным ямайским населением. В Соединённых Штатах большое количество ресторанов расположено в районах Нью-Йорка, Атланте, Форт-Лодердейле, Вашингтоне, Филадельфии и других мегаполисах. В Канаде ямайские рестораны можно найти в столичном районе Торонто, а также в Ванкувере, Монреале и Оттаве. Блюда ямайской кухни также представлены в меню американской сети ресторанов Bahama Breeze, принадлежащей Darden Restaurants .
Golden Krust Caribbean Bakery & Grill — это сеть из около 120 франчайзинговых ресторанов по всей территории США. В этих ресторанах продаются ямайские пирожки, булочки, хлеб и другие популярные ямайские блюда.